# Soglio (Piemont)
Soglio ist eine Gemeinde in der italienischen Provinz Asti (AT), Region Piemont.

## Lage und Einwohner
Soglio liet knapp 20 km nordwestlich von der Provinzhauptstadt Asti entfernt. Das Gemeindegebiet umfasst eine Fläche von drei km² und hat 129 Einwohner (Stand 31. Dezember 2023). Die Gemeinde ist ein Teil der Comunità Collinare Val Rilate. 
Die Nachbargemeinden sind Camerano Casasco, Cortanze, Cortazzone, Montechiaro d’Asti, Piea und Viale.

## Kulinarische Spezialitäten
Bei Soglio werden Reben der Sorte Barbera für den Barbera d’Asti, einen Rotwein mit DOCG Status, sowie für den Barbera del Monferrato angebaut.